# جمال جيمس
جمال جيمس (بالإنجليزية: Jamal James)‏ (27 يوليو 1988 - ) هو ملاكم أمريكي، صنّف ضمن فئة وزن الويلتر.

## إحصائيات
خاض خلال مسيرته 26 نزالا، فاز في 25 وخسر في 1. فاز بالضربة القاضية في 12 نزالا.

## روابط خارجية
- جمال جيمس على موقع بوكس ريك (الإنجليزية) (registration required)